# Dina Koston
Dina Koston   (1929 - Washington DC, 2009) va ser una pianista, educadora i compositora de música estatunidenca.

## Vida i carrera
Dina Koston va començar l'estudi de la música als dos anys amb la seva mare. Va continuar els seus estudis al Conservatori Americà de Música i després va estudiar amb Gavin Williamson al clavicèmbal, Mieczyslaw Horzowski i Leon Fleisher al piano, i amb Luciano Berio i Nadia Boulanger. Va passar un estiu estudiant a Darmstadt.
Koston va ser professora al "Peabody Conservatory" i a Tanglewood. Va escriure música per a produccions teatrals al "Cafè La Mama" i a l'"Stage Arena". Amb Leon Fleisher va co-fundar i codirigir els "Theatre Chamber Players" del 1968-2003, que va ser el primer conjunt de cambra resident de la "Smithsonian Institution" i del "Kennedy Center".
Koston es va casar amb el doctor Roger L. Shapiro (1927-2002), un psiquiatre i psicoanalista investigador. Dina va patir una llarga malaltia al final de la seva vida i va morir a Washington, DC. Dina deixà un llegat després de la seva mort i Roger Shapiro va establir el "Fons de Nova Música Dina Koston". Aquest fons preveu encàrrecs i actuació de música nova a la Biblioteca del Congrés de Washington, DC.

## Treballs
Koston va compondre per a diversos instruments. Les obres seleccionades inclouen:
- A la memòria de Jeannette Walters
- Trio Brasso
- Floreix
- Reflexions
- Missatges
- Solista per a clarinet
- Wordplay
- Intervals distants[4]

El seu treball està gravat i disponible en suports, com ara:
- Leon Fleisher: Totes les coses que ets (2014)